# Oona O'Neill
Oona O'Neill (Warwick Parish, 13 maggio 1925 – Corsier-sur-Vevey, 27 settembre 1991) è stata un'attrice statunitense.

## Biografia
Figlia del drammaturgo Eugene O'Neill, ebbe una breve relazione con J. D. Salinger prima di divenire, nel 1943, diciottenne, la quarta moglie di Charlie Chaplin, che all'epoca aveva 54 anni. La coppia rimase unita fino alla morte di Chaplin ed ebbe otto figli, tre nati negli Stati Uniti e cinque in Svizzera: Geraldine (1º agosto 1944), Michael (7 marzo 1946), Josephine (28 marzo 1949 - 13 luglio 2023), Victoria (19 maggio 1951), Eugene (23 agosto 1953), Jane (23 maggio 1957), Annette (3 dicembre 1959) e Christopher (8 luglio 1962).
Alcuni anni dopo la morte del marito, avvenuta nel 1977, Oona concesse agli studiosi di storia del cinema Kevin Brownlow e David Gill il materiale scartato da Chaplin al montaggio durante tutta la sua carriera, gli archivi personali del marito ai quali nessuno aveva mai avuto accesso precedentemente. La grande quantità di materiale, recuperata e rimontata dai due studiosi, permise la realizzazione del documentario Chaplin sconosciuto del 1982.
Chaplin fu sepolto a Corsier-sur-Vevey, in Svizzera. Tre mesi dopo la sua morte, il suo corpo fu trafugato in un tentativo di estorsione ai danni dei familiari. Il piano, tuttavia, fallì: i malviventi chiesero 600 000 franchi svizzeri, ma la vedova, difesa dall'avvocato di famiglia Jean-Felix Paschoud, si rifiutò di trattare con ladri di cadaveri. Questi, a quanto pare, avevano trafugato il corpo per il semplice fatto che serviva loro il denaro per costruirsi un garage. Furono poi catturati. La salma venne localizzata e recuperata nei pressi del lago di Ginevra.
Nel 1986 la figlia Géraldine Chaplin ebbe a sua volta una figlia, anch'ella poi attrice, che chiamò Oona in onore della madre.
Oona O'Neill Chaplin morì il 27 settembre 1991, in Svizzera, per un tumore al pancreas.